# Adanero
Adanero – gmina położona w prowincji Avila, w Kastylia i León, w Hiszpanii. 
Według danych INE gminę zamieszkuje 322 osób.